# Pablo Pintos
Pablo Pintos, vollständiger Name Pablo César Pintos Cabral, (* 1. Juli 1987 in Montevideo) ist ein uruguayischer Fußballspieler.

## Karriere
Pablo Pintos, auf der rechten Außenbahn spielend, begann mit dem Profifußball 2006 bei Defensor Sporting Club. Nachdem er hier drei Spielzeiten aktiv war und in der Saison 2007/08 Uruguayischer Meister wurde, wechselte er Mitte des Jahres 2009 zum argentinischen Fußballverein CA San Lorenzo de Almagro. Der aufnehmende Verein erwarb dabei nach Presseberichten 50 % Prozent der Transferrechte und zahlte dafür eine Summe von 700.000 US-Dollar. Bei den Argentiniern absolvierte er 33 Spiele in der Primera División in der Apertura 2009 und Clausura 2010. Im Sommer 2008 wechselte er für eine Ablösesumme von rund anderthalb Millionen Euro nach Europa zu Lazio Rom. Aufgrund einer Änderung der Ausländerregelung in Italien ging er in der Folge jedoch zum spanischen Primera-División-Klub FC Getafe. Dort debütierte er am 3. Oktober 2010 im Spiel gegen Hércules Alicante in der Primera División. Insgesamt kam er jedoch lediglich in der ersten Saison auf sechs Einsätze in Spaniens höchster Spielklasse. Seine letzte Begegnung für die Spanier bestritt er am 5. Februar 2011 gegen Deportivo La Coruña. Bis dahin hatte er zudem zwei Spiele in der Europa League (u. a. gegen den VfB Stuttgart) und drei im Pokal absolviert. Nachdem er auch in der folgenden Spielzeit nicht mehr zum Zuge gekommen war, wurde er auf Betreiben seines Spielerberaters Daniel Fonseca bei den Vereinen in seiner Heimat angeboten. Im Rahmen einer sechsmonatigen Ausleihe verpflichtete ihn sodann am 31. Januar 2012, dem letzten Tag der Wechselfrist, sein Verein Defensor für das Torneo Clausura 2012 und den Copa-Libertadores-Wettbewerb.
Zur Saison 2012/13 wechselte er zum türkischen Erstliga-Aufsteiger Kasımpaşa Istanbul. Dort absolvierte er sieben Ligaspiele und erzielte ein Tor. Zudem kam er einmal im Pokal zum Einsatz. Sein Verein belegte am Saisonende den sechsten Tabellenplatz. Anfang August 2013 schloss er sich dem argentinischen Verein CA Tigre an. Am 31. August 2013 debütierte er dort in der Liga. Für Tigre kam er letztlich nur in zwei Ligaspielen zum Zug. Im Januar 2014 kehrte er für eine weitere Station bei seinem vorherigen Arbeitgeber Defensor zurück. Bei den Montevideanern absolvierte er in der Saison 2013/14 acht Ligaspiele (kein Tor) und zwei Partien der Copa Libertadores 2014. Nach der Saison wurde vermeldet, dass er den Verein verlässt. Am 9. September 2014 schloss er sich den San José Earthquakes an, für die er sechs Ligaspiele (kein Tor) bestritt. Ende Februar 2016 wechselte er zum uruguayischen Erstligisten Liverpool Montevideo. In der Clausura 2016 lief er bei den Montevideanern in sechs Partien (kein Tor) der höchsten uruguayischen Spielklasse auf.

## Erfolge
- Uruguayischer Meister 2007/08